# Острожецкая сельская община
Острожецкая сельская община (укр. Острожецька сільська громада) — территориальная община в Дубенском районе Ровненской области Украины.
Административный центр — село Острожец.
Население составляет 6257 человек. Площадь — 137,7 км².
В соответствии с распоряжением Кабинета Министров Украины от 12 июня 2020 года, в состав общины вошла территория Малинского, Новосёлковского, Острожецкого, Певжевского, Радянского и Уездецкого сельских советов упразднённого Млиновского района.

## Населённые пункты
В состав общины входит 14 сёл:
- Острожец
  - Залавье
- Малинский старостинский округ:
  - Малин
  - Подгай
- Новосёлковский старостинский округ:
  - Заболотинцы
  - Заболотье
  - Новосёлки
- Певжевский старостинский округ:
  - Бакорин
  - Певжа
- Пьянневский старостинский округ:
  - Зборов
  - Пьянное
- Уездецкий старостинский округ:
  - Борбин
  - Ставище
  - Уездцы